# Palompon
Palompon ist eine philippinische Stadtgemeinde in der Provinz Leyte. Sie hat 58.108 Einwohner (Zensus 1. August 2015). Die Insel Calangaman wird von der Gemeinde aus verwaltet.  

## Baranggays
Palompon ist administrativ in 50 Baranggays unterteilt.
| - Baguinbin - Belen - Buenavista - Caduhaan - Cambakbak - Cambinoy - Cangcosme - Cangmuya - Canipaan - Cantandoy - Cantuhaon - Catigahan - Cruz - Duljugan - Guiwan 1 (Pob.) - Guiwan 2 (Pob.) - Himarco | - Hinagbuan - Lat-osan - Liberty - Mazawalo Pob. (Lili-on) - Lomonon - Mabini - Magsaysay - Masaba - Parrilla - Plaridel - Central 1 (Pob.) - Central 2 (Pob.) - Hinablayan Pob. (Central 3) - Rizal - Sabang - San Guillermo - San Isidro | - San Joaquin - San Juan - San Miguel - San Pablo - San Pedro - San Roque - Santiago - Taberna - Tabunok - Tambis - Tinabilan - Tinago - Tinubdan - Pinagdait Pob. (Ypil I) - Pinaghi-usa Pob. (Ypil II) - Bitaog Pob. (Ypil III) |